# کونگوبا
کونگوبا شهری در شهرستان یاهو در استان باله در بورکینافاسوی جنوبی است و جمعیت آن ۵۷۷ نفر است.